# Rhionaeschna tinti
Rhionaeschna tinti – gatunek ważki z rodziny żagnicowatych (Aeshnidae). Występuje na terenie Ameryki Południowej.